# Детектив при смерті
«Детектив при смерті» (англ. «The Adventure of the Dying Detective») — твір із серії «Його останній уклін» Артура Конана Дойля. Уперше опубліковано Strand Magazine у 1908 році.

## Сюжет

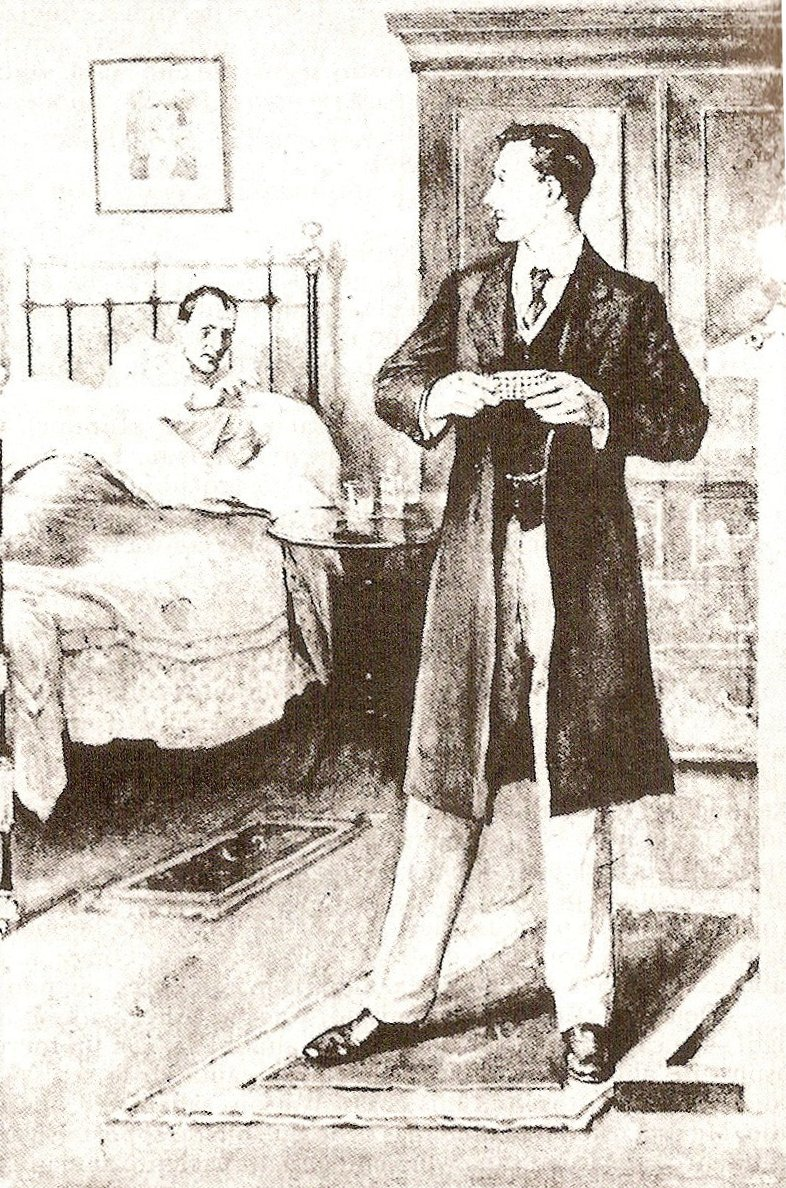
Холмс у ліжку

Доктор Вотсон покликано на Бейкер-стріт 221-Б, щоб він доглядав за Шерлоком Холмсом, який помирає від рідкісної азійської хвороби. Місіс Хадсон говорить, що детектив нічого не їв та не пив протягом трьох днів.
Холмс схуд і виглядає дуже погано. Він просить Вотсона виконувати його прохання: не наближатися до нього, бо хвороба дуже заразна. Вотсон хоче поїхати за допомогою, але несподівано Холмс вистрибнув з ліжка та закрив двері, бажаючи, щоб він почекав деякий час.
Вотсон починає розглядати кімнату свого друга. Коли він починає розглядати коробочку зі слонової кістки, Холмс наказує йому покласти її, бо йому не подобається, коли чіпають його речі.
О шостій годині вечора Вотсон за проханням хворого запалює гасову лампу на половину яскравості. Детектив просить доктора навідатися до містера Калвертона Сміта і попросити його приїхати до нього, зауважуючи, щоб Вотсон повертався окремо від Сміта. Містер Сміт не лікар, однак може допомогти Холмсу.
Вотсон прямує до Сміта, який одразу нічого не хотів чути про відомого детектива, але, дізнавшись, що той при смерті, погоджується прийти до Холмса. Вотсон говорить, що в нього інші справи і прямує на Бейкр-стріт окремо, як і просив його детектив.
Холмс зрадів, що Сміт прибуде до нього, і просить Вотсона заховатися за своїм ліжком. У цей момент приходить Калвертон Сміт. Під час розмови свого друга та Сміта, Вотсон дізнається, що детектив захворів тією ж хворобою, що і покійний племінник Сміта. Калвертон зізнається, що це він убив племінника. Він бачить маленьку коробочку зі слонової кістки, яку надіслав детективу поштою.
Холмс просить Сміта запалити лампу до кінця. До кімнати вривається інспектор Мортон, який арештовує Сміта за вбивство свого племінника. Як виявилось лампа послугувала сигналом для поліцейського. Злочинець говорить, що немає доказів, що це він убив племінника, але Вотсон, виходячи з укриття, говорить, що він є свідком.
Холмс нічим не хворів. Це був прийом, щоб зловити Калвертона Сміта, який би зізнався у вбивстві свого племінника. Холмс не відкривав коробочку, бо він ретельно розглядає все, що йому надсилають, адже в нього чимало ворогів. Голодуючи три дні, а також загримувавшись, Холмс змушує найближчого друга Вотсона повірити, що він хворий. Прохання не наближатись до нього, хитрий детектив пояснює тим, щоб добре розгледівши, Вотсон, досвідчений лікар, скоріше за все б дізнався правду, і навряд чи зіграв би свою роль так як потрібно.